# Akira (Anime)
Akira (jap. アキラ) ist ein Anime-Kinofilm von 1988, der Cyberpunk und Body-Horror-Elemente vermischt. Aus der vielfach ausgezeichneten Verfilmung des gleichnamigen Mangas entstanden darüber hinaus drei Videospiele. Die Produktion von Akira geschah mit deutlich höherem Aufwand als bei allen japanischen Animationsfilmen zuvor und es wurde mit neuen Stilmitteln experimentiert. Der Film gilt als Anime-Klassiker und als wesentlicher Auslöser für die ihm in den 1990er Jahren folgende Popularisierung der Animes in Amerika und Europa.
Der Science-Fiction- und Actionfilm spielt im Jahr 2019 in einem nach einer atomaren Explosion wieder aufgebauten Tokio. Kaneda und Tetsuo, jugendliche Mitglieder einer Motorradgang, werden in politische Machtkämpfe und in ein militärisches Forschungsprojekt verwickelt. Das Projekt erforscht Menschen mit übernatürlichen Fähigkeiten wie die von Tetsuo, die er durch einen Unfall bekam. 

## Handlung

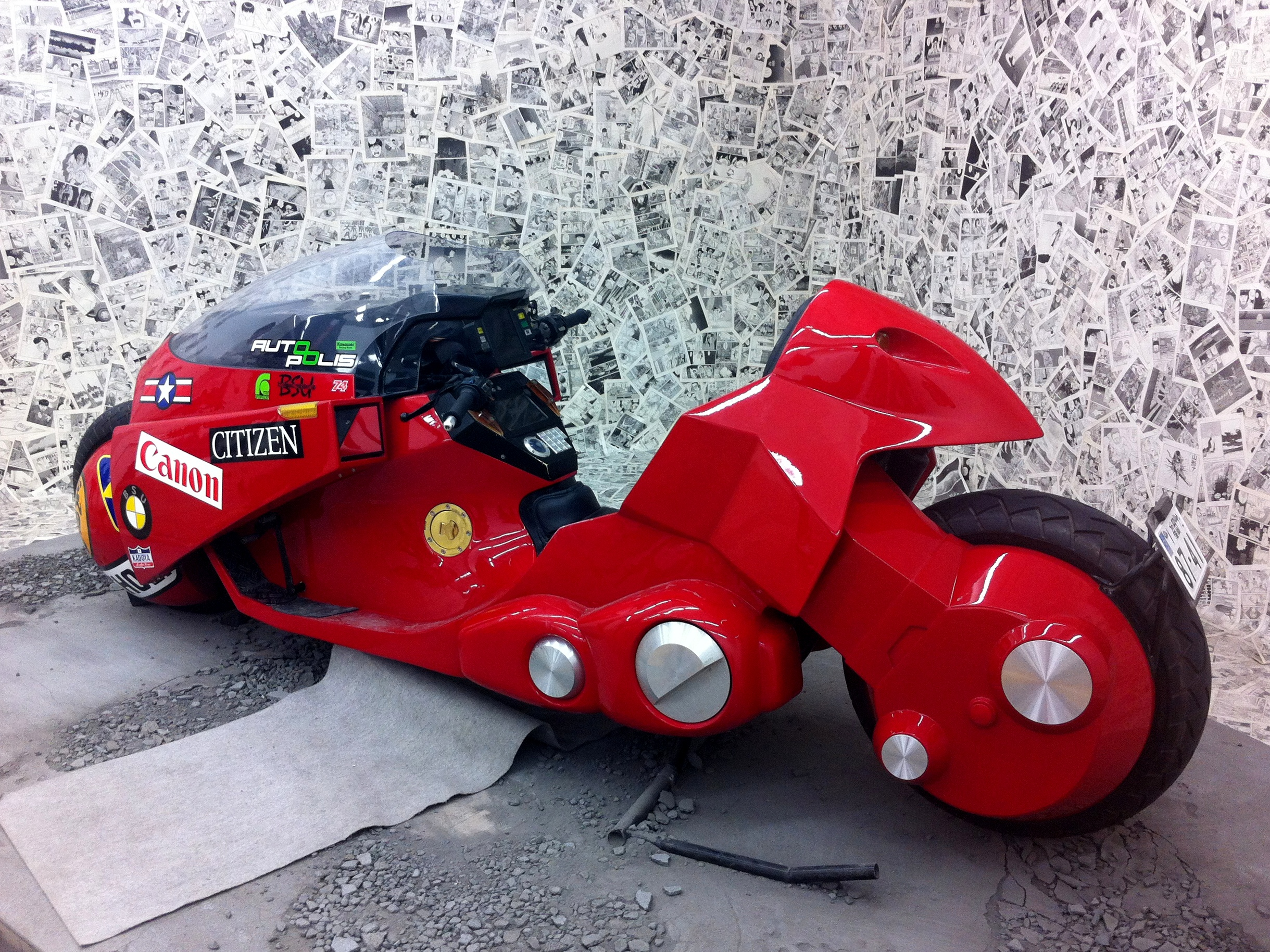
Nachbau von Kanedas Motorrad

1988 gab es eine atomare Explosion in Tokio, die alles vernichtete und durch die der Dritte Weltkrieg begann. 30 Jahre später ist die Stadt als Neo-Tokio wiederaufgebaut. In der futuristischen Stadt mit all ihren riesigen Wolkenkratzern hat sich wieder ein gewisser Wohlstand entwickelt, doch gibt es auch Banden und Gangs. In den Straßen kommt es immer wieder zu Studentenunruhen und Bombenanschlägen.
Der Jugendliche Shōtarō Kaneda (金田 正太郎) ist Anführer einer Motorradgang, in der auch sein Freund Tetsuo Shima (島 鉄雄) Mitglied ist. Beide wuchsen gemeinsam im Waisenhaus auf. Als sie eines Tages in einen Straßenkampf mit einer anderen Gang geraten, trifft Tetsuo einen sehr kleinen und alt aussehenden Mann, den er beinahe überfährt und dadurch verunfallt. Dieser Mann war aus einer militärischen Forschungsanlage geflohen und gerade, als die Bande ihm zu Hilfe kommt, erreicht auch das Militär den Ort des Unfalls. Der Mann, Takashi, und auch Tetsuo werden vom Militär mitgenommen, die anderen werden der Polizei übergeben. In der militärischen Einrichtung wird Tetsuo untersucht und man stellt fest, dass er über die gleichen übernatürlichen Kräfte verfügt wie die anderen hier festgehaltenen Menschen. Die anderen drei, Takashi, ein weiterer Mann und eine Frau, sind klein, fast wie Kinder, sehen aber dennoch sehr alt aus. Doch Tetsuos Kräfte sind besonders, seine Stärke wird mit der Akiras verglichen, der die Explosion 30 Jahre zuvor ausgelöst hat. Als Tetsuo wieder zu sich kommt, flieht er.
Die anderen Bandenmitglieder werden von der Polizei verhört, aber wieder frei gelassen. Kaneda trifft das Mädchen Kei – Mitglied einer Revolutionsbewegung – und versucht mit ihr anzubandeln. Doch sie lässt ihn abblitzen und die Gruppe geht zurück zur Schule. Dorthin geht auch Tetsuo, der gemeinsam mit seiner Freundin Kanedas Motorrad nimmt und wegfährt, jedoch von einer anderen Gang angegriffen wird. Kaneda und die anderen folgen ihm und können ihn retten. Tetsuo ist wütend: Er ist es leid, dass Kaneda ihm immer aus der Klemme hilft. Einen Augenblick später wird er wieder vom Militär aufgegriffen. Die Untersuchungen an Tetsuo werden fortgesetzt, um die in ihm steckenden Kräfte zu verstehen und für die Menschheit zu nutzen. Aus diesem Grunde wurden auch die Kräfte der anderen drei und die Akiras trainiert und untersucht. Sie müssen zudem viele Medikamente nehmen, damit ihre Kräfte nicht außer Kontrolle geraten. Tetsuo ist das alles zuwider und er gerät in Konflikt mit den drei anderen, die nicht wollen, dass er Schaden anrichtet. Er lernt nach und nach, wie er seine Kräfte nutzen kann. Bald will er sich wieder befreien und Akira suchen, den er für seine Misere verantwortlich macht.
Kaneda wird durch Kei in die Mission der Revolutionäre verwickelt: Sie wollen Informationen über das neue Testobjekt des Militärs, Tetsuo, sammeln. Er schließt sich ihnen an, um seinen Freund zu befreien. Sie dringen in das Forschungsgebäude ein und es gelingt ihnen schließlich, Tetsuo zu treffen. Dieser hat sich bereits durch das Gebäude gekämpft und befindet sich erneut im Streit mit den drei Anderen. Tetsuo verliert durch seine übernatürlichen Kräfte den Verstand und ist davon getrieben, Akira zu finden. Nachdem er erfahren hat, dass Akira sich beim neu errichteten Olympia-Stadion befindet, macht er sich auf den Weg dorthin. Dabei richtet er immer größere Zerstörungen an. Kaneda und Kei folgen ihm. Das Militär übernimmt in dieser gefährlichen Situation die Macht im Land und richtet alle Anstrengungen darauf, Tetsuo aufzuhalten.
Beim Olympia-Stadion angekommen, stellt sich Kei, von der Frau mit übernatürlichen Kräften als Medium benutzt, Tetsuo in den Weg. Es kommt zum Kampf, der die Umgebung zerstört. Tetsuo besiegt Kei und öffnet die Tresortür zu Akira. Darin befinden sich Behälter, in denen Körperteile von Akira für die Forschung aufbewahrt werden. Akira selbst lebt seit 30 Jahren nicht mehr. Der Kampf gegen Tetsuo hält an, als Kaneda mit einem Laser-Gewehr gegen ihn antritt und das Militär einen Satelliten mit Laserkanone einsetzt. Schließlich kann Tetsuo seine Kräfte immer weniger kontrollieren und mutiert zu einem riesigen Wesen, das alles um sich herum verschlingt. Währenddessen erwecken die anderen Akira wieder zum Leben. Er löst wieder eine gewaltige Explosion aus, um Tetsuo zu vernichten. Dabei retten sie aber den Kommandanten und Kaneda, Neo-Tokio wird erneut zerstört.
Schließlich sind ein Lichtstrahl und eine Explosion zu sehen, es folgen die Worte: „Ich bin Tetsuo“, und im Hintergrund des Abspanns entwickelt sich aus der Explosion ein neues Universum.

## Produktion

### Produktionsgeschichte und Beteiligte
Als Katsuhiro Otomo, Autor der Mangaserie, um eine Verfilmung angefragt wurde, bestand er darauf, die Kontrolle über den Stoff zu behalten. So wurde er auch Drehbuchautor und Regisseur des Films. Zur Finanzierung des Budgets von etwa 1,1 Mrd. Yen bildeten die Unternehmen Bandai, Hakuhōdō, Kodansha, Mainichi Broadcasting System, Sumitomo Corporation, Tōhō und das Studio Tōkyō Movie Shinsha ein Produktionskonsortium namens „Akira Committee“. Als Produzenten verpflichtet wurden Ryōhei Suzuki und Shunzō Katō, der Film entstand bei Tōkyō Movie Shinsha. Neben Otomo schrieb auch Izō Hashimoto am Drehbuch. Das Charakterdesign entwarf Takashi Nakamura und die künstlerische Leitung lag bei Toshiharu Mizutani. Für die Computeranimationen beauftragte man das Studio High Tech Lab Japan.
Die Handlung des Films stammt aus den bis dahin erschienenen Teilen der Mangaserie, die auch nach Fertigstellung ihrer Verfilmung noch lief und erst 1990 abgeschlossen wurde. Der Inhalt wurde stark gestrafft und bringt durch einen anderen Verlauf als im Manga viele Figuren in einen anderen Zusammenhang. Der Zeitpunkt der Handlung wurde abweichend vom Manga in das Jahr 2019 gelegt. Das Drehbuch umfasste 738 Seiten. Zuvor hatte Otomo mehrere Drehbuchfassungen geschrieben, in denen er alle denkbaren Szenen aufführte, die sich aus der Mangaserie ergaben. Danach strich er alle Szenen, die er als nicht notwendig empfand. Da er derart ungewöhnlich viel Aufwand in Drehbuch und Storyboard steckte, dauerte diese Arbeit besonders lange.

### Technische und stilistische Aspekte
Im Gegensatz zu den meisten Anime-Produktionen wurde der Film nicht in günstiger Limited Animation produziert, in der nur wenige Teile des Bildes animiert und Bildfolien immer wieder verwendet werden. Stattdessen entstanden über 160.000 Animationsfolien, um eine möglichst flüssige Animation zu erreichen. Computeranimationen wurden verwendet, um fallende Gegenstände, Lichteffekte und andere physikalische Vorgänge zu animieren. Um die von Otomo gewünschten Überblendungen von Szene zu Szene zu erreichen, filmte der Kameramann Katsuji Misawa die einzelnen Zeichnungen und die jeweiligen Hintergründe überlappend. Für die Hintergründe wurden über 1.000 verschiedene Häuser und Stadtelemente gezeichnet. Die größtmögliche Schärfe und Brillanz der Bilder wurde erreicht, indem man den im Trickfilm sonst unüblichen 70-mm-Film verwendete. Für die Farbgebung kamen 327 Töne zum Einsatz, davon 50 eigens für diese Produktion angesetzte. Dies sind vor allem dunkle Farben, da große Teile des Films im Dunklen spielen. Statt der in Nachtszenen üblichen Blautöne verwendete man dunkle Rot- und Grüntöne. Zum Testen von komplexen Szenen wurde intensiv Gebrauch vom Quick Action Recorder gemacht. Dies war jedoch, anders als von den Produzenten behauptet, keine neue Entwicklung, sondern bereits seit etwa 10 Jahren im Animationsfilm üblich.
Die Geräusche für den Film wurden mit Synthesizer eingespielt. Die Musik wurde von Shōji Yamashiro komponiert und unter anderem von seinem Chor Geinoh Yamashirogumi eingesungen. Verwendung fanden neben mehrstimmigen Chorgesängen auch Klänge traditioneller japanischer Instrumente und eine Mischung asiatischer, europäischer und afrikanischer Elemente. Die Produktion der Musik erstreckte sich, ohne Zeitdruck und Budgetbeschränkungen, über sechs Monate. Für die Blu-ray-Fassung des Films wurde sowohl das Bild remastered als auch die Musik in Dolby TrueHD neu eingespielt. Dabei wurden auch hochfrequente Töne aufgenommen, die zwar nicht hörbar sind, aber laut Yamashiros umstrittener Theorie des Hypersonic Effects eine neurologische Wirkung entfalten können und so dem Zuhörer ein umfassenderes Erlebnis bieten sollen.

### Synchronisation
Auch die Dialogregie der japanischen Fassung lag bei Otomo. Zum ersten Mal bei einer Anime-Produktion wurden die Stimmen vor der Fertigstellung der Animationen aufgenommen. Auf diese Weise konnten die Mundbewegungen auf den gesprochenen Text genau abgestimmt werden. Den Sprechern standen bereits einfache Animationen als Hilfestellung zur Verfügung. Nach der ersten deutschen Synchronfassung von 1991 wurde für die DVD-Veröffentlichung von 2005 eine neue Synchronisation produziert, die inhaltlich näher am Original liegt. Der Sprecher von Tetsuo in der ersten Fassung, Julien Haggége, wurde 2005 zum Sprecher von Kaneda.
Die erste Synchronisation wurde bei der Michael Eiler Synchron GmbH in Berlin nach einem Dialogbuch und unter der Dialogregie von Mario von Jascheroff erstellt. Die zweite Synchronfassung entstand in den G&G Studios in Kaarst, wobei Christian Schneider das Dialogbuch verfasste und die Dialogregie führte.
| Rolle             | Japanischer Sprecher (Seiyū) | Deutscher Sprecher (1991)                    | Deutscher Sprecher (2005) |
| ----------------- | ---------------------------- | -------------------------------------------- | ------------------------- |
| Tetsuo Shima      | Nozomu Sasaki                | Julien Haggège                               | Gerrit Schmidt-Foß        |
| Shōtarō Kaneda    | Mitsuo Iwata                 | Markus Hoffmann                              | Julien Haggège            |
| Oberst Shikishima | Tarō Ishida                  | Raimund Krone                                | Erich Räuker              |
| Doktor            |                              | Peter Groeger                                | Hans-Gerd Kilbinger       |
| Kei               | Mami Koyama                  | Bianca Krahl                                 | Sarah Riedel              |
| Yamagata          | Masaaki Ōkura                | Thomas Nero Wolff                            | David Nathan              |
| Ryu               | Tesshō Genda                 | Bernd Rumpf                                  | Detlef Bierstedt          |
| Nezu              | Hiroshi Ōtake                | Karl-Heinz Grewe                             | Karlheinz Tafel           |
| Kai               | Takeshi Kusao                |                                              | Heiko Obermöller          |
| Kaori             | Yuriko Fuchizaki             | Melanie Hinze                                | Marie Bierstedt           |
| Kiyoko (Nr. 25)   | Fukue Itō                    | Daniela Brabetz-Thuar                        | Sarah Brückner            |
| Takashi (Nr. 26)  | Tatsuhiko Nakamura           | David Nathan                                 | Maximiliane Häcke         |
| Masaru (Nr. 27)   | Kazuhiro Kamifuji            | Mario von Jascheroff (1. Szene) Joachim Kaps | Corinna Riegner           |
| Untergrundkämpfer |                              | Joachim Kaps                                 | Hans Bayer                |

## Veröffentlichung
Ein erster Trailer für den Film wurde 1987 veröffentlicht. Der Film selbst kam in Japan am 16. Juli 1988 in die Kinos. Am 17. Februar 1989 wurde Akira bei der Berlinale im Forum des Jungen Films gezeigt. Eine von Electric Media Inc. für den japanischen Verlag Kodansha produzierte englische Fassung wurde von Streamline Pictures lizenziert und war ab dem 25. Dezember 1989 vereinzelt in den USA zu sehen, 1990 auch in Kanada. ICA Projects brachte den Film am 25. Januar 1991 in die britischen Kinos. Kinostart in Deutschland war am 9. Mai 1991, der Film war zwei Wochen im Kino. Am Tag zuvor war er bereits in die französischen Kinos gekommen. Es folgten Kinoverwertungen in Brasilien, Australien und den Niederlanden. Auch nach seiner ersten Kinoverwertung wurde der Film in den USA immer wieder in Universitäten, Programmkinos und als Sondervorführung großer Kinos gezeigt.
In Japan erschien der Film auf VHS-Kassette und Laserdisc. Streamline veröffentlichte seine lizenzierte Fassung im Mai 1991 auch auf VHS. Um der Verbreitung illegaler Kopien vorzubeugen, wurde jeder verkauften Kassette eine Animationsfolie beigelegt. Bereits im Februar 1990 hatte Streamline eine synchronisierte Fassung der Dokumentation Akira Production Report auf VHS herausgebracht. Es folgten diverse weitere Veröffentlichungen im englischsprachigen Raum. Dabei entstand für Pioneer LDC bei Animaze auch eine zweite englische Synchronfassung. Am 9. Oktober 1992 erschien eine deutsche Fassung bei Warner Bros. auf VHS. Am 24. Juli 2001 folgte in Deutschland die Veröffentlichung auf DVD. Am 31. Oktober 2014 erschien eine digital überarbeitete Ausgabe auf Blu-ray und DVD mit der japanischen Synchronfassung und den beiden deutschen Fassungen von 1991 und 2005.
ProSieben zeigte Akira am 25. Juni 2002 erstmals im deutschen Fernsehen. Auch andere Synchronfassungen wurden im Fernsehen ausgestrahlt. So die englische bei Adult Swim, Animax und mehrfach beim Sci-Fi-Channel, die französische von Canal+ und die italienische von Rai 4. In Japan selbst wurde der Film vom Bandai Channel ausgestrahlt. Die spanische Version wurde von diversen Sendern in Spanien und Lateinamerika mehrfach gezeigt und später auch über Streaming Media veröffentlicht.

## Adaptionen

### Anime-Comic
Der Verlag Tokyopop veröffentlichte 2003 eine Umsetzung des Films als Anime-Comic, einem aus Standbildern des Films und Sprechblasen zusammengesetzten Comic.

### Videospiele
Noch im Dezember 1988 veröffentlichte Taito ein Videospiel zum Film für die Konsole Famicom von Nintendo. In der Visual Novel schlüpft der Spieler in die Rolle von Kaneda, nachdem Tetsuo vom Militär und seine Motorradbande von der Polizei aufgegriffen wurden. Durch die Wahl jeweils einer der vorgeschlagenen Aktionen gelangt der Spieler in der Handlung weiter.
Spiele für Super Nintendo Entertainment System, Sega Genesis und Sega CD sowie für Game Boy und Game Gear waren in Entwicklung, wurden jedoch nie fertiggestellt und veröffentlicht. 1994 erschien ein britisches Spiel von International Computer Entertainment, das auf dem Film basierte, für Amiga/CD³². Im Jahr 2002 veröffentlichte Bandai den Flipperautomatensimulator Akira Psycho Ball (アキラ・サイコ・ボール) für die PlayStation 2. Im Spiel gibt es vier Flipperebenen, deren Aufmachung Szenen aus dem Film entlehnt ist: Neo Tokyo, den A-room, das Olympiastadion und das Labor. Kann der Spieler mit dem Ball ein spezielles Ziel treffen oder hat er eine Ebene absolviert, wird ein Ausschnitt aus dem Film gezeigt.

## Analyse

### Bezüge und Einflüsse
Laut Anime Encyclopedia zeigt der Film einige Bezüge zu Blade Runner – schon das Jahr der Handlung ist das gleiche. Die Handlung verweise auch immer wieder auf die Gegenkultur der 1960er Jahre mit Studentenunruhen (wie die Ampo-Unruhen), Motorradgangs (Bōsōzoku) und anderem. Auch die Olympiade in Tokio weise in diese Zeit, zu den Olympischen Sommerspielen 1964 in Tokio. In seiner Themenwahl, der düsteren, dystopischen Stimmung und dem offenen Ende sei der Film typisch für die Science-Fiction-Animes der damaligen Zeit, so Antonia Levi.
Freda Freiburg sieht in Akiras „berauschendem Mix von Tod und Verlangen“ eine Spiegelung der Atombombenabwürfe auf Hiroshima und Nagasaki. Diese seien tief im nationalen Bewusstsein Japans verankert und tauchten als Thema, direkt oder indirekt, in vielen Werken auf. Laut Susan J. Napier schlägt sich in einer solchen filmischen Verarbeitung der Atombombenabwürfe auch nieder, dass die Thematisierung der Atombombenabwürfe in Japan nach dem Krieg noch bis 1952 verboten war und daher nur über die Verwendung von Symbolen wie Godzilla geschehen konnte. Katsushiro Otomo selbst hatte in Bezug auf den Manga jedoch zurückgewiesen, dass Akira als Allegorie auf die Atombombenabwürfe zu deuten sei.
Nach Susan J. Napier ist der Film in mehrerlei Hinsicht ein „postmodernes Fest der Apokalypse“, es enthalte sowohl apokalyptische als auch „festliche“ Aspekte – beides nach Napier wiederkehrende Konzepte im japanischen Film. Dies zeige sich in vier Elementen: der schnellen Erzählweise, veränderlichen Identitäten, Nachahmungen von Elementen aus der japanischen Geschichte wie auch aus anderen Filmen und seine mehrdeutige Haltung zur Geschichte. Neben der Postmoderne weise der Film in seiner Struktur Elemente aus dem satirischen griechischen Theater (Menippeische Satire) und der japanischen Festkultur auf: kühner, unbeschränkter Gebrauch des Fantastischen; eine organische Kombination des Fantastischen mit naturalistischer Darstellung; die Repräsentation unnormaler, unmoralischer psychischer Zustände von Menschen durch Träume oder die Darstellung von Skandalen und exzentrischem, unnormalem Verhalten.

### Themen, Motive und Interpretationen

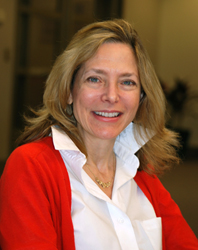
Japanologin Susan J. Napier

Susan J. Napier analysiert mehrere Aspekte des Films. Ein wesentliches Motiv des Films sei, so Napier, die Metamorphose des menschlichen Körpers, vor allem als Symbol der Konflikte und Veränderungen während der Pubertät. Diese Verwandlungen werden in drastischer Weise dargestellt und gipfeln, wie bei Ghost in the Shell, in der Bevorzugung der Körperlosigkeit. In diesem Sinne interpretiert Napier das Ende von Akira so, dass Tetsuo in der letzten Explosion seine Körperlichkeit überwindet, durch seine Macht ein eigenes, neues Universum schafft und so auch eine eigene, neue Form der Identität. Die deutlich im Vordergrund stehende, meist bedrohliche Verwandlung des Körpers lasse diesen Teil des Films auch in das Genre Body Horror fallen, das Schrecken aus der Verwandlung eines Menschen von innen heraus erzeugt. Tetsuo wird für andere und für sich selbst zum Monster.
Die Entwicklung Tetsuos sei in erster Linie eine Geschichte vom erfolgreichen Aufbegehren eines Jugendlichen gegen Autorität und Kontrolle und eine vom Erwachsenwerden. Der sich darin zeigende Konflikt von Macht und Kontrolle sei überhaupt das Hauptthema des Films. Tetsuo leidet zunächst unter einem Minderwertigkeitskomplex gegenüber Kaneda, der ihm stets aus der Klemme helfen muss. Durch seine neue Macht kann er seine Hilflosigkeit überwinden. Als er aber selbst die Kontrolle über seine Macht verliert und die Mutationen außer Kontrolle geraten, ruft er wieder Kaneda zu Hilfe, auch wenn dieser ihm dann nicht mehr helfen kann. Geht man davon aus, dass Tetsuo die Explosion am Ende überlebt und als körperloses, göttliches Wesen aufersteht, kann das Finale als Befreiung Tetsuos von allen Zwängen gedeutet werden, die jedoch rein eigennützig ist. Er kann sich an der Gesellschaft dafür rächen, dass sie ihn ausgestoßen hat. Der Verlust seiner Körperlichkeit und der Freunde, die er hatte, ist dabei der Preis, den Tetsuo zahlen muss. Wird seine Entwicklung als Symbol für das Erwachsenwerden gedeutet, so hat er dies am Ende des Films erreicht, jedoch mit großem Schaden. Die Szenen der Mutation Tetsuos, in denen er zeitweise auch die Gestalt eines Embryos einnimmt, versteht Napier auch als symbolhafte, erneute Befruchtung und Geburt Tetsuos. Gerade in Gestalt des Embryos sei er zeitweise wieder hilflos und bitte Kaneda um Hilfe, überwindet dies dann aber wieder. Mutterfiguren kommen im Film nicht vor, die Mutation lasse sich daher als Versuch Tetsuos interpretieren, seine Mutter zu finden oder neu zu schaffen.
Symbolisch aufgeladen ist auch das wiederkehrende Motiv des Motorrads, das Napier nach Jon Lewis als Phallussymbol deutet – ist doch Tetsuos Unvermögen, es zu kontrollieren, am Beginn der Handlung auch Ausdruck seiner Unterlegenheit. Napier sieht im Motorrad jedoch ebenso ein Symbol für Veränderung und Flexibilität als Kontrast gegenüber den bedrohlich massiven Bauten Neo Tokyos und der staatlichen Macht, die sie verkörpern. Im Zusammenhang mit den Motorrädern könne die Bande auch als moderne Rōnin, wandernde, herrenlose Samurai, aufgefasst werden. Der Krater des alten Tokio, in dessen Nähe die Bande erstmals auf die übersinnlich Begabten trifft und wo die Kämpfe meist stattfinden, lasse sich in Bezug auf deren Rolle als Ausgestoßene der Gesellschaft interpretieren.
Die apokalyptische Darstellung der Zerstörung ist zunächst ein Spektakel, ähnlich wie in amerikanischen Katastrophenfilmen. Das Medium Animationsfilm mit der Betonung auf Einzelbilder, Geschwindigkeit und Bewegung eigne sich für solche Darstellungen besonders gut. Darüber hinaus enthalte diese apokalyptische Darstellung auch einen gesellschaftskritischen, im Falle Akiras nihilistischen Aspekt. Postmoderne Aspekte zeigen sich darin, dass die Eltern ex negativo gar nicht vorkommen und ihre Kinder scheinbar allein gelassen haben, als auch in der Zerstörung des neu aufgebauten Tokio am Ende des Films. Die wiedererrichtete Yoyogi-Halle ist ein Symbol für den Wiederaufbau Japans nach dem Zweiten Weltkrieg und Akira zeige in der Zerstörung auch die Vernichtung der jüngsten Vergangenheit Japans. Japans Suche nach einer Identität in den 1980er Jahren, als das Land neue wirtschaftliche Stärke erlangte, ist daher eines der Filmthemen. Die damalige gesellschaftliche Debatte sei in den Metamorphosen Tetsuos symbolisiert, die mit Fortschreiten der Handlung immer bedrohlicher werden. Ähnlich wurde auch Japans (wirtschaftlicher) Machtzuwachs in den 1980er Jahren von seinen Nachbarn mit Sorge gesehen und die zukünftige Rolle des Landes war umstritten – eine stärkere Rolle Japans wurde in der japanischen Gesellschaft sowohl glorifiziert als auch gefürchtet. Die in der japanischen Selbstwahrnehmung vorherrschenden Themen der Einzigartigkeit, Isolation und eigenen Opferrolle bestimmen auch das Leben des Protagonisten Tetsuo.
Mit Gebrauch der Elemente der japanischen Festkultur und des griechischen Theaters schaffe Akira eine Welt von Chaos und Unordnung. Insbesondere zeige sich dies in surrealen, alptraumhaften Bildern und Halluzinationen in Szenen, in denen die übernatürlich Begabten ihre Fähigkeiten gegeneinander einsetzen. Die erschreckend verzerrende Darstellung von Spielzeugen unterminiere das japanische Konzept von Kawaii und zeige zugleich, wie die Experimente im Forschungslabor den kindhaften Versuchspersonen und dem Spielzeug ihre Unschuld rauben. Diese Darstellungen, aber auch der Medikamentenkonsum des Protagonisten, verweisen auf halluzinogene Drogen und Drogenmissbrauch. Die Verknüpfung von Drogenkonsum und Technologie, die in Akira stattfindet, war auch Gegenstand von Diskussionen in Japan. Die Kritik an einer Wissenschaft ohne Grenzen, die die übernatürlich Begabten ausnutzt und so eine Gefahr für die Menschheit wird, fasst Napier als Form der Thematisierung des Konflikts zwischen menschlichem Fortschritt und Natur auf. Antonia Levi sieht auf diese Weise in Akira die Gefahren der Genmanipulation thematisiert. Sie hebt auch die Rolle starker Frauen im Film hervor, insbesondere die Rebellin Kei, die „nicht nur stärker und gemeiner ist als die meisten Männer, sondern auch […] nie ihren Idealismus und Glauben an die Zukunft verliert.“
Im Surrealismus und Chaos des Films zeige sich auch sein „festlicher“ Aspekt, so Napier. Die Banden können als Repräsentation der jungen Männer angesehen werden, die bei japanischen Festen die lokalen Gottheiten auf einem Schrein durch die Straßen tragen. Im Film verehren einige von ihnen, schließlich auch eine echte religiöse Gruppe, Akira so, wie auf Festen die Gottheit verehrt wird. Im Gegensatz zu diesen Festen, die der Bestätigung bestehender Ordnung dienen, strebt in Akira jedoch alles dem Umsturz der Verhältnisse zu. Dies sei ein weiterer Ausdruck des europäischen Einflusses auf das Werk, insbesondere der griechischen Satire.

### Vergleiche zu anderen zeitgenössischen Werken
Susan J. Napier vergleicht den Film mit der Serie Ranma ½ von 1989. Beide Werke thematisieren die Probleme Jugendlicher wie den Konflikt zwischen Generationen, Rivalitäten mit Gleichaltrigen und die Entwicklung einer eigenen Identität. Als weitere Gemeinsamkeit findet die Darstellung dieser Konflikte in Form außer Kontrolle geratender, mutierender oder sich wandelnder Körper statt. Während dies jedoch in Ranma auf fröhliche Weise geschieht, wird Akira von einer düsteren Stimmung beherrscht. Die in Ranma aufgebauten Bedrohungen werden schließlich aufgelöst, während sie in Akira durch das offene Ende erhalten bleiben. Beide Werke dienen, trotz der verschiedenen Darstellungsweisen, dem Zuschauer dennoch zur Unterhaltung, wenn auch bei Akira eher kurzzeitig und durch die Betrachtung der Überwindung der Grenzen des Physischen sowie durch die Freude des Zuschauers an der Zerstörung.
Im Vergleich mit dem Film Nausicaä aus dem Tal der Winde von 1984 stellt Napier fest, dass zwar beide Helden am Ende in einer apokalyptischen Katastrophe umkommen und auferstehen. Für Tetsuo geschieht dies jedoch aus reiner Eigennützigkeit, während die Heldin Nausicaä sich für andere Menschen aufopfert und zu deren Erlöser wird. Tetsuo wirkt mit seinen Kräften rein destruktiv, Nausicaä ist stets konstruktiv. Obwohl nur Nausicaä ein positives Ende biete, hätten wahrscheinlich beide Filme auf den Zuschauer eine kathartische Wirkung durch ihre Darstellung von Zerstörung und Wiederaufbau. Doch scheine es fast, Akira würde die Zerstörung an der puren Freude an ihr zelebrieren. Beide Filme thematisieren den Konflikt zwischen menschlichem Fortschritt und der Natur.

## Nachwirkungen

### Erfolg und Kritiken
Im Jahr seiner Premiere war Akira der erfolgreichste Film in den japanischen Kinos und stand damit noch vor dem international erfolgreichen Die Rückkehr der Jedi-Ritter. Bis 1991 verkaufte sich der Film in Japan 60.000 mal als Video und 40.000 mal als Laserdisc. In den USA spielte der Film in den Kinos eine Mio. US$ ein. In Siskel & Ebert von Gene Siskel und Roger Ebert wurde Akira 1992 als Film der Woche ausgewählt und erhielt in der folgenden Zeit positive Kritiken in den großen Zeitungen des Landes. So nannte ihn die Washington Post ein „Beispiel für die Zukunft der Animation“ und Time beschrieb ihn als „virtuoses Stück spekulativer Fiktion, eine brutale, abenteuerliche Geschichte, eine den Kopf verdrehende Science-Fiction-Moralität“. Beim Amsterdam Fantastic Film Festival wurde Akira 1992 mit dem Silver Scream Award ausgezeichnet.
Nach der deutschen Erstaufführung zur Berlinale 1989 waren die Kritiken geteilt. Die „technische Meisterschaft“ wurde bewundert, doch „dessen Brutalität und angebliche Gewaltverherrlichung“ bemängelt, fasst ICOM Info zusammen. Ernstgenommen worden sei der Film nicht. In ICOM Info selbst lobt Walter Truck das „geschmeidig und effektreich animierte Zeichentrick-Drama“, die filigranen und komplexen Hintergründe, die überzeugende Synchronisation und die Klänge, die „mystisch und hypnotisch zugleich […] Otomos Endzeitversion einen klassischen und düsteren Touch“ geben. Als Animationsfilm, so Andreas Dosch, suche Akira seinesgleichen, auch wenn die Bewegungen noch etwas eckiger seien als in den besten Disney-Filmen. Die handelnden Figuren lieferten sich ein „zwischen purer Aggression und hochwissenschaftlicher Metaphysik schwankendes Duell“. Weiter hält er fest: „Die Szenen, in denen Straßengangs, Demonstranten und das Militär gegeneinander kämpfen, sind realistisch ins Bild gesetzte Gewalt-Impressionen: sehr schnell, sehr hart, sehr geradeaus. Die metaphysischen Sequenzen dagegen fließen visionär ineinander, verselbstständigen sich, Traumgrenzen verschwinden.“ Der Film gipfele in „einem halbstündigen Bildrausch, einem orgiastischen Fantasy-Trip“. Der Film könne in eine Reihe mit Blade Runner und Robocop gestellt werden, erkläre wie diese Unmoral zum Leitmotiv und führe die resultierende Gewalt unretuschiert vor Augen. Dabei sei Akira aber zugleich sympathisch naiv. Stefan Lux äußert in seiner Kritik für den Filmdienst aus dem Jahr 1991, dass der Film höchstens dazu geeignet sei, „die ganz eingefleischten Action-, Science-Fiction- und Zeichentrickfans glücklich [zu] stimmen“. Trotz vielschichtigen Referenzen sei das Handlungsgerüst „mager“, und die „gewalttätigen Action-Orgien à la ‚Robocop‘“stünden in einem unharmonischen Verhältnis zu den mit „sakralen Klängen“ untermalten „verquaste[n] pseudo-philosophischen […] Exkursen“. Des Weiteren bemängelt Lux die „prätentiöse, bisweilen labyrinthartige Erzählstruktur“ des Filmes, welche lediglich an manchen Stellen überzeugen könne, sowie die Übertragung des „Comic-Rhythmus' in einen filmischen Erzählfluss“, welche an manchen Stellen misslungen sei. Als besonders kritikwürdig wird die bisweilen „ungeschickt ‚geschnittenen‘ Übergänge“ des Filmes empfunden, durch welche der Film immer wieder „aus dem Tritt“ gerate. Der Film punkte vor allem in jenen Momenten, in den es zu rasanten Kamerafahrten durch „monströs anmutende Straßenschluchten“ komme, welche eine „schwindelerregend ‚realistische‘ Tiefenwirkung“ erzeugten. Auch die Farbdramaturgie erfährt lobende Erwähnung. Insgesamt enttäusche Katsuhiro Otomo Anime jedoch als „gezeichneter Monumentalfilm mit dem Anspruch auf ein Stimmungsbild der Post-Punk-Ära“, da es die meisten Wünsche offenlasse. Zuletzt betont Lux den spürbaren Kontrast zwischen „formal-technischer Perfektion“ und „inhaltlich-intellektueller Nicht-Relevanz“, der dazu geeignet sei, verbreitete „undifferenzierte Vorurteile über ein ausschließlich technologiefixiertes Japan zu verstärken.“
Frederik L. Schodt schreibt von einem großen Publikumserfolg und beachtlichen Erfolg des Films bei den amerikanischen Kritikern, trotz eines „zu langen und verworrenen“ Plots. Schon Mitte der 1990er Jahre ist der Film laut Antonia Levi einer der bekanntesten Anime in den USA, 1999 zählt Fred Patten den Film zu den 13 bemerkenswertesten Anime-Filmen der Jahre 1985 bis 1999. Miriam Brunner schreibt zum Film 2010, dieser „fesselt mit einer düsteren Endzeitstimmung, mit spektakulären Perspektiven und mit einer spannenden, dichten Handlung.“
Anlässlich der Neuveröffentlichungen des Films in den 2000er Jahren wurde er von deutschen Zeitschriften erneut besprochen. 2001 lobt die MangasZene Pioneers englische Neuauflage von „Katsushiro Otomos Meisterwerk“, bei der sowohl die Bildüberarbeitung als auch die neue Synchronfassung gut gelungen seien. Die AnimaniA nennt den Film 2006 zur deutschen DVD-Ausgabe einen „bild- und tongewaltigen Sci-Fi-Trip der Extraklasse“ und wahren Klassiker. Die Tonqualität und Synchronisation der deutschen Neufassung werden gelobt, die Überarbeitung des Bildes sei jedoch nicht fehlerfrei. Zur Blu-ray-Fassung von 2009 stellt die Fanzeitschrift Funime fest, dass zwar das Bild noch etwas verbessert wurde und eine deutlich detailreichere Tonspur beigelegt ist, die Qualitätsunterschiede zur überarbeiteten DVD-Fassung aber dennoch für den normalen Zuschauer kaum zu bemerken sind.

### Bedeutung
Dem Film wird in der Fachliteratur zugeschrieben, Anfang der 1990er Jahre zum ersten Boom von Animes in englischsprachigen Ländern geführt zu haben. Trish Ledoux und Doug Ranney bezeichnen die Veröffentlichung von Akira in den USA sogar als Geburt von Anime als Genre in der amerikanischen Popkultur. Ralf Vollbrecht nennt Akira „einen Wendepunkt für die Akzeptanz von Anime als Kunstform“. Auch Daniel Kothenschulte und Bernd Dolle-Weinkauff halten den Film neben Ghost in the Shell für einen der Türöffner des japanischen Trickfilms in der westlichen Filmwelt, jedoch seien beide noch nicht der Durchbruch für Anime gewesen. Dieser sei erst um das Jahr 2000 mit den Filmen des Studio Ghibli und erfolgreichen Fernsehserien erfolgt.
Der Erfolg der Veröffentlichung in Großbritannien führte dazu, dass deren britischer Verlag Island World Communications weitere Animes lizenzierte und in Manga Entertainment umfirmierte, dem größten Anime-Verleger im Vereinigten Königreich. Nachfolgende Versuche in Japan oder außerhalb, diesen Erfolg mit geringerem Budget zu wiederholen, schlugen fehl. Jonathan Clemens beschreibt verschiedene Perspektiven auf den Film: War er für seine Produzenten noch eine Investition, die sich nicht wieder eingespielt hat, wurde Akira für seine ausländischen Lizenznehmer zunächst zu einer Ausnahmeerscheinung und einem Flaggschiff des japanischen Animationsfilms und später zu einer langfristigen Investition, die durch ihren Status als Klassiker dauerhafte Einnahmen verspricht. Ältere Fans sehen im Werk einen zeitlosen Klassiker, für einige jüngere aber ist der Film überbewertet. Die Originalität des Films werde anders bewertet, nachdem er oft nachgemacht worden sei, und auf kleineren Bildschirmen betrachtet sei er weniger eindrucksvoll als auf der Leinwand.

### Analyse des Erfolgs
Mit seinen vielen experimentellen Effekten und Kombination von traditioneller und Computeranimation habe Akira die Zuschauer weltweit überwältigt, so die Anime Encyclopedia. Der Erfolg rühre aber weniger von den Cyberpunk-Elementen, sondern eher aus der jugendlichen Perspektive, aus der die Handlung erzählt sei. Susan J. Napier meint, der für das internationale Publikum reizvollste Aspekt des Films sei das erfolgreiche Aufbegehren eines Jugendlichen gegen die Autoritäten, auch wenn dies in einer Katastrophe ende. Schließlich sei auch die Betrachtung der Apokalypse aus sicherem Abstand unterhaltsam und vergnüglich. Mit der Themenwahl, der düsteren Atmosphäre und dem offenen Ende wirke der Film auf westliche Zuschauer oft besonders originell oder ungewöhnlich und sei für die amerikanischen Zuschauer etwas völlig Neues gewesen, schreiben mehrere Autoren. Antonia Levi betont dabei jedoch, dass diese Mischung für Science-Fiction-Animes dieser Zeit jedoch typisch gewesen sei. Sie erklärt den Erfolg neben der „technischen Exzellenz“ auch mit der aggressiveren Vermarktung des Films. Akira sei der erste japanische Trickfilm gewesen, der auch als solcher wahrgenommen wurde. Auch sei er nach technischen und künstlerischen Standards „so gut wie Disney“ oder sogar besser gewesen, habe sich jedoch an ein erwachsenes Publikum gerichtet.